# 漳岭山村
漳岭山村，是中华人民共和国安徽省黄山市歙县东南部深渡镇下辖的一个村。面积9.2平方公里。常住人口2502人。四面环山，紧靠新安江山水画廊景区。

## 中国传统村落
2013年8月26日，漳岭山村获评第二批中国传统村落。。